# Dgo
Dgo (ros. Дго) – jezioro polodowcowe w zachodniej Rosji, w osiedlu wiejskim Zaborjewskoje rejonu diemidowskiego w obwodzie smoleńskim.

## Geografia
Jezioro znajduje się 6 km na północny zachód od osiedla Prżewalskoje, 37 km na południowy wschód od miasta Diemidow. Przez rzekę Ilżyca łączy się z Jelszą (dorzecze Mieży). Akwen jest pomnikiem przyrody.